# Басараби (династія)

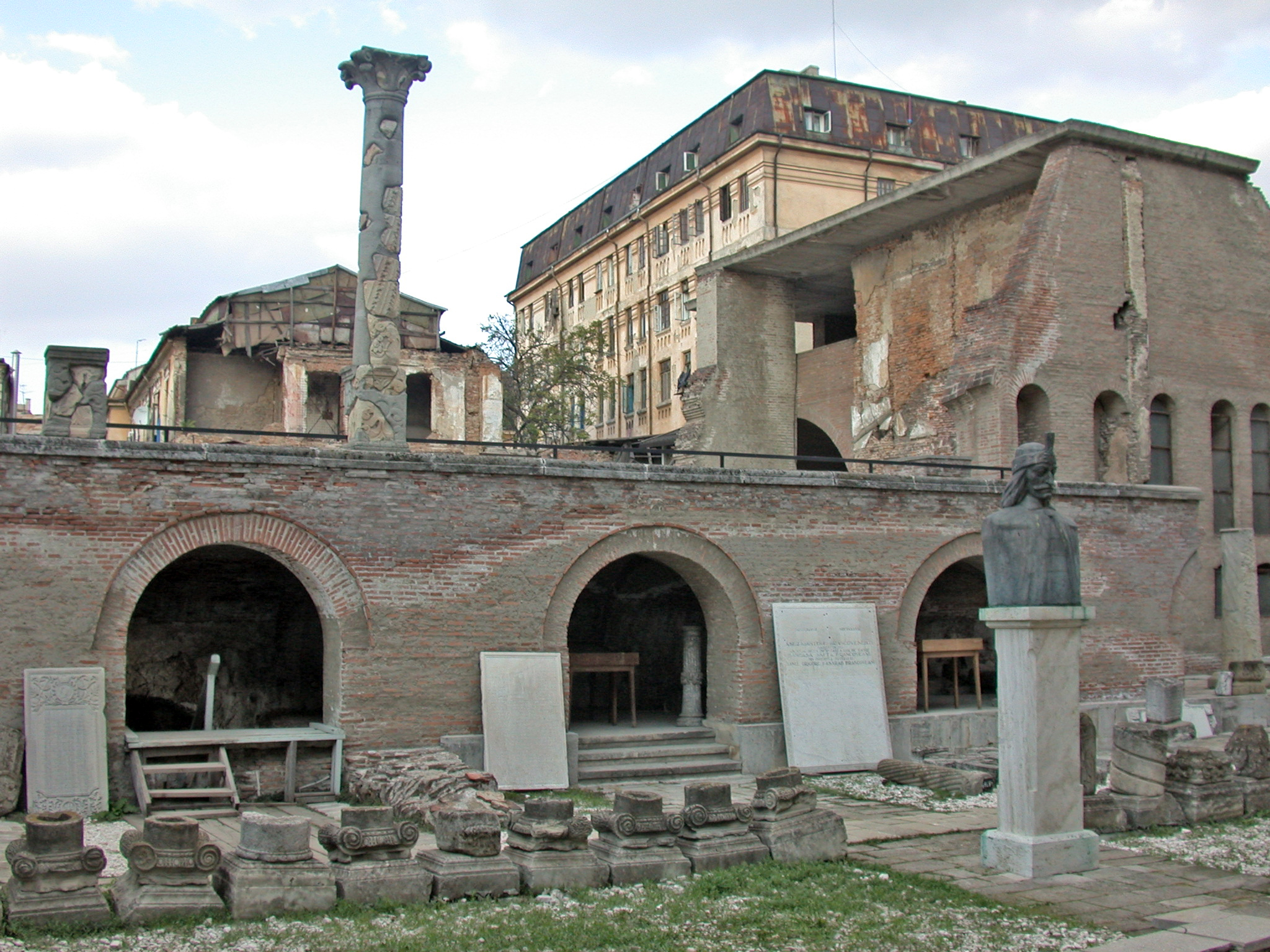
Руїни Куртя-Векє — резиденції Басарабів у Бухаресті — з бюстом найзнаменитішого представника династії, Влада III Цепеша

Басара́би (рум. Basarabi) — династія правителів (господарів) князівства Волощина з моменту його заснування на початку XIV століття до середини XVII століття. Назва походить від імені родоначальника — Басараба (судячи з імені, людина тюркського, можливо, кипчакського походження).

Герб Волоського князівства в XIV столітті за перших Басарабів

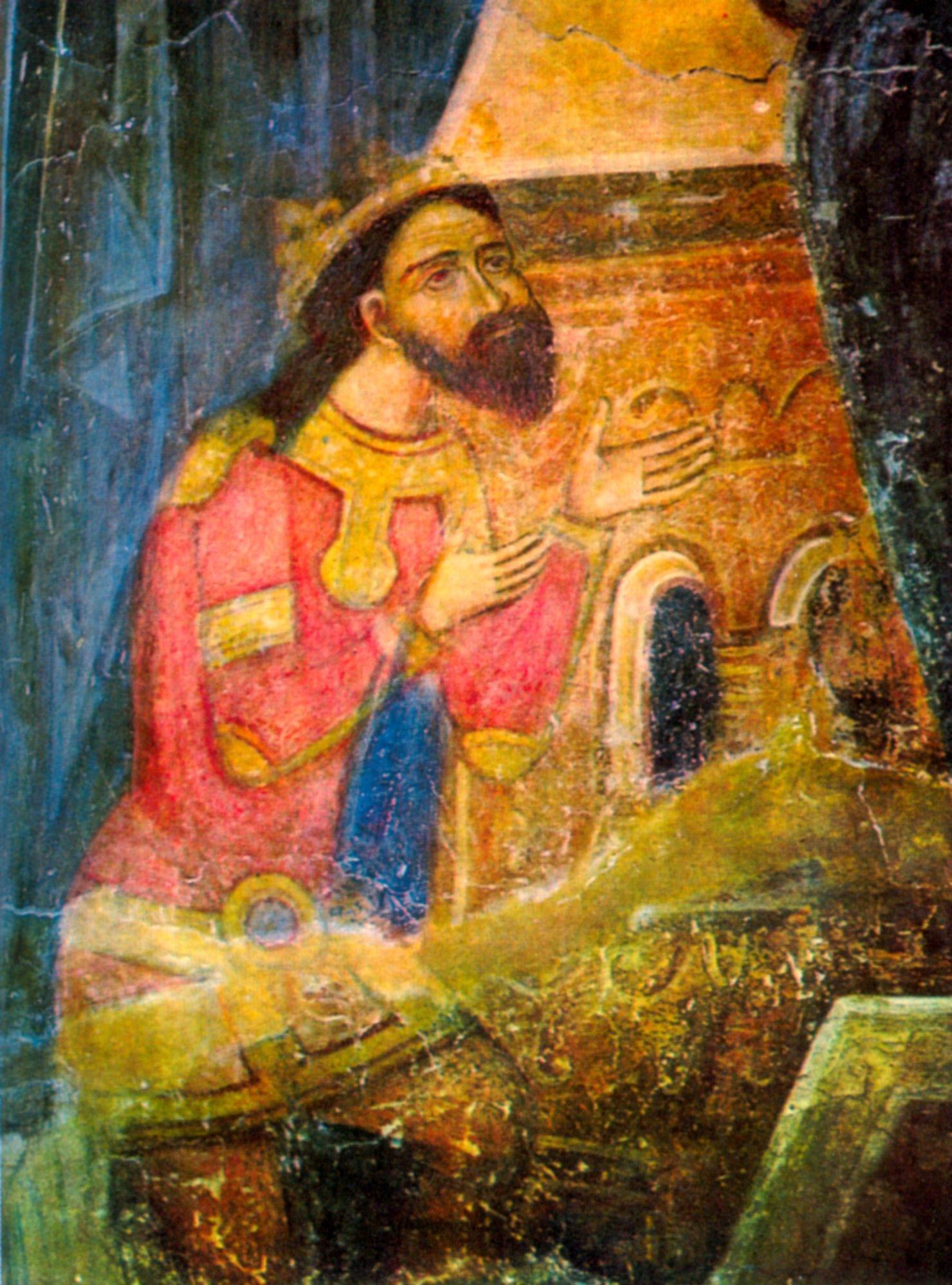
Басараб I — засновник династії

У XV столітті династія Басараб розділилася на дві конкуруючі гілки — старша носила назву Данешти (на честь засновника, Дана I), а молодша — Дракулешти (на честь Влада II Дракула). 
Престолонаслідування з роками ставало все більш хаотичним, бо влада передавалася не від батька до сина, а легітимізувати боярським радою (хоча ці вибори найчастіше носили формальний характер). Монополію Басарабів на правління Волощиною перервав в 1592 році Александру II Злий — представник династії Мушатів, що традиційно правили Молдовою. На початку XVII століття кілька разів на волоський престол піднімалися представники роду Могил та Крайовеску, причому останні вважали себе спадкоємцями згаслої лінії Басараб-Данешті. Згодом домагання Крайовеску на приналежність до старшої гілки Басарабів успадкували родинні їм Бринковяну. Останнім з нащадків Влада II на волоському престолі був Міхня III (у 1659 р.).
Ім'я Басарабів парадоксальним чином закріпилося за назвою області Бессарабія, більша частина якої історично входила до складу Молдавського князівства й управлялася не Басарабами, а Мушатами,але менша на крайньому півдні все ж таки належала за перших Басарабів у XIV столітті до Волощини та відповідно до керівної родини Басарабів.